# Яян Рухьян
Яян Рухьян (индон. Yayan Ruhian; род. 19 октября 1968, Тасикмалая, Западная Ява) — индонезийский мастер боевых искусств и киноактёр.

## Биография
Яян Рухьян родился 19 октября 1968 года в городе Тасикмалая (Индонезия). Сунданец по национальности. В 12-13 лет начал изучать боевое искусство силат (пенчак силат). К середине 2000-х годов Яян Рухьян регулярно летал на показательные выступления в Бельгии, Франции и Нидерландах; к этому времени он также стал мастером айкидо. Кроме того, он работал инструктором по рукопашному бою в Национальной полиции Индонезии.
В 2008 году к Яян Рухьяну обратился валлийский режиссёр (в то время живший и работавший в Индонезии) Гарет Эванс с предложением помочь в постановке сцен рукопашных боёв, а также сыграть небольшую роль в его будущем фильме «Странствие». Затем последовала роль в картине «Рейд» (2011), спустя три года Яян Рухьян снялся в ленте «Рейд 2» (2014), и с 2015 года стал появляться на экранах регулярно: по состоянию на февраль 2025 года в его кино-копилке роли в 28 фильмах (ещё 6 находятся в стадии постпроизводство), в трёх эпизодах двух телесериалов, в 11 лентах он выступил постановщиком сцен рукопашных боёв.

Основной актёрский образ — антагонисты, которые мало говорят, но обладают большой выносливостью и боевыми навыками.
О внешнем виде актёра журналисты говорят так:
- «…взгляд острый, как лезвие. Он среднего роста, но обладает устрашающей внешностью благодаря крепким мышцам и большим костяшкам пальцев…»[5]
- «…за кадром Яян редко говорит без улыбки. Скромный и тихий, он может показаться пугающим только из-за своей компактной, но явно подтянутой фигуры и из-за того, что каждый раз, когда он задевает стол своей жилистой рукой, тот сильно трясётся…»[6]

### Личная жизнь
Яян Рухьян свободно владеет не только индонезийским, но и родным для него сунданским, немного знает английский.

Помимо преподавания боевых искусств также является учителем техник внутреннего дыхания (йога).

В 1997 году он женился на девушке по имени Вава Сувартини, у пары трое детей (в 2017 году).

## Награды и номинации
В 2010—2016 годах Яян Рухьян номинировался на несколько кинонаград (в основном Indonesian Movie Actors Awards), но ни разу премии не получил.

## Фильмография

### Актёр
Широкий экран
- 2009 — Странствие[англ.] / Merantau — Эрик
- 2011 — Рейд / The Raid — Бешеный Пёс
- 2014 — Рейд 2 / The Raid 2: Berandal — Пракосо
- 2015 — Якудза-апокалипсис: Великая война в преступном мире[англ.] / 極道大戦争 — Бешеный Пёс[11]
- 2015 — Комикс 8: Короли казино. Часть 1[индон.] / Comic 8: Casino Kings Part 1 — Призрак
- 2015 — Гангстер[индон.] / Gangster — Банг Джангкунг
- 2015 — Звёздные войны: Пробуждение силы / Star Wars: The Force Awakens — Тасу Лич, член банды Канджиклуб[12]
- 2016 — Предварительное действие[индон.] / Pre Vis Action — ассасин[13]
- 2016 — Комикс 8: Короли казино. Часть 2[индон.] / Comic 8: Casino Kings Part 2 — Призрак
- 2016 — ? / Iseng — Эдди
- 2016 — Lego Star Wars: The Force Awakens — Тасу Лич, член банды Канджиклуб (комп. игра, озвучивание)
- 2017 — Рыцари-герои: Месть Тьмы[индон.] / Satria Heroes: Revenge of Darkness — Мастер Торга[14]
- 2017 — Скайлайн 2 / Beyond Skyline — Шеф, лидер ополчения[12]
- 2018 — Воин[англ.] / Wiro Sableng: Pendekar Kapak Maut Naga Geni 212 — Махеса Бирава
- 2019 — Джон Уик 3 / John Wick: Chapter 3 – Parabellum — синоби[12]
- 2019 — Бей и беги[индон.] / Hit & Run — Чоки
- 2019 — Герой[англ.] / WIRA — Ифрит
- 2020 — Всё из-за тебя![англ.] / Pasal Kau! — Маман[15]
- 2020 — Скайлайн 3 / Skylines — Хуана[12]
- 2020 — Боец в сарунге[индон.] / Tarung Sarung — Пак Халид
- 2021 — ? / Gas Kuy — Манг Уджанг
- 2021 — В копировальном центре[англ.] / Penyalin Cahaya — отец Рамы
- 2022 — Гхатоткача[индон.] / Satria Dewa: Gatotkaca — Беченг
- 2022 — Мат Килау[англ.] / Mat Kilau: Kebangkitan Pahlawan — Тога[15]
- 2022 — Готовмэн[индон.] / Ashiap Man — мистер Джамет
- 2023 — Пацан против всех / Boy Kills World — Шаман, наставник Пацана[16]
- 2024 — Блуждающая тень[англ.] / The Shadow Strays — Мастер Бурай
- 2025 — Скайлайн 4 / Skyline: Warpath — Хуана[12]

Телевидение
- 2020 — Ответный удар / Strike Back — Кабул (в эпизоде Vendetta: Part 8[англ.])[17]
- 2023 — Кто такая Эрин Картер?[англ.] / Who Is Erin Carter? — Моисей (в 2 эпизодах)[18]

### Хореограф
(постановка сцен рукопашных боёв)
- 2009 — Странствие[англ.] / Merantau — martial arts choreographer: Team Silat Harimau
- 2011 — Рейд / The Raid — action choreographer
- 2014 — Рейд 2 / The Raid 2: Berandal — fight choreographer
- 2017 — Скайлайн 2 / Beyond Skyline — action choreographer • fight choreographer
- 2018 — Воин[англ.] / Wiro Sableng: Pendekar Kapak Maut Naga Geni 212 — fight choreographer • action choreographer
- 2018 — Мишень[индон.] / Target — choreography
- 2019 — Герой[англ.] / WIRA — action director • fighting choreographer • choreographer
- 2022 — Мат Килау[англ.] / Mat Kilau: Kebangkitan Pahlawan — fighting choreographer